# Ethnographische Sammlung des Frobenius-Instituts
Die Ethnographische Sammlung des Frobenius-Instituts ist eine wissenschaftliche Sammlung ethnologischer Dokumentationsobjekte. Das Frobenius-Institut selbst ist eine selbständige wissenschaftliche Institution, die der Universität Frankfurt assoziiert ist. Die Sammlung, die heute aus etwa 6.000 Objekten besteht, wird von Holger Jebens betreut.

## Geschichte
Die Sammlungsbestände sind das Ergebnis einer langjährigen institutionellen Sammel- und Dokumentationstätigkeit, die Leo Frobenius, der Namensgeber des Instituts, 1898 in die Wege geleitet hat und die nach seinem Tod 1938  fortgeführt wurde. Die Bestände der Sammlung lassen sich vor allem auf die Sammlungspolitik und das wissenschaftliche Interesse des vierten Direktors des Frobenius-Instituts, Eike Haberland, zurückführen. Haberland hat eine umfangreiche Sammlung mit über 4000 Objekten aus unterschiedlichen Regionen Afrikas hinterlassen. Sein Nachlass, der im Institut aufbewahrt wird, besteht aus über sieben Kisten mit Briefen, Manuskripten, Fotos und einer Sammlung von Realien.
Forschungsprogramme, deren Anliegen es war, afrikanische Kulturen unter anderem anhand ihres dinglichen Inventars zu verstehen und zu dokumentieren, bilden vielfach den Sammlungskontext.
In den letzten Jahren ist die Sammlung systematisch durch Objekte aus Nigeria, Brasilien, Indonesien und Papua-Neuguinea erweitert worden, die in unterschiedlicher Form auf die lokale Auseinandersetzung mit globalen Transformationsprozessen verweisen. Zu diesen Objekten zählen unter anderem ein „Mercedes-Bett“ und das Inventar (Emaille- und Plastikgefäße, „Himmelbett“  etc.) eines „Frauenraums“, ein Umbanda-Altar, eine aus Rattan gefertigte „Harley-Davidson“ sowie eine Reihe von zum Teil aus modernen, d. h. aus neuartigen Materialien gefertigten Tanzmasken.
Sammler sind in den meisten Fällen die Mitarbeiter des Instituts und Studenten, die sich in ihren Abschlussarbeiten mit den unterschiedlichen Bereichen materieller Kultur beschäftigen.

## Die Sammlung
Bei der Sammlung handelt es sich mehrheitlich um Gegenstände aus dem Bereich der Alltagskultur afrikanischer Gesellschaften (ca. 5.300 Objekte).
Ethnographische Artefakte aus dem Bereich der Alltagskultur sind in Museen häufig unterrepräsentiert. Stark vertretene Regionen sind Äthiopien (ca. 1.200), Burkina Faso (ca. 1.200), Nigeria (ca. 600), Ghana (ca. 400) und Togo (ca. 390). So stammen die umfangreichsten Einzelsammlungen von den ethnischen Gruppen der Hadiya, Lobi, Bobo und Bwaba, Kanuri, Guduf und Lamang, Ashanti sowie der Bassar. Die Keramikproduktion dieser Ethnien wird durch die Ethnographische Sammlung des Frobenius-Institutes vollständiger als von jedem anderen ethnographischen Museum repräsentiert. Die Sammlung ist als Studiensammlung konzipiert und ist in erster Linie Wissenschaftlern und Studenten zugänglich. Das Frobenius-Institut selbst besitzt keine Ausstellungsräume. Durch Sonderausstellungen und Leihgaben wird jedoch versucht, die Sammlung dennoch einer breiteren Öffentlichkeit zugänglich zu machen.

## Beispiele

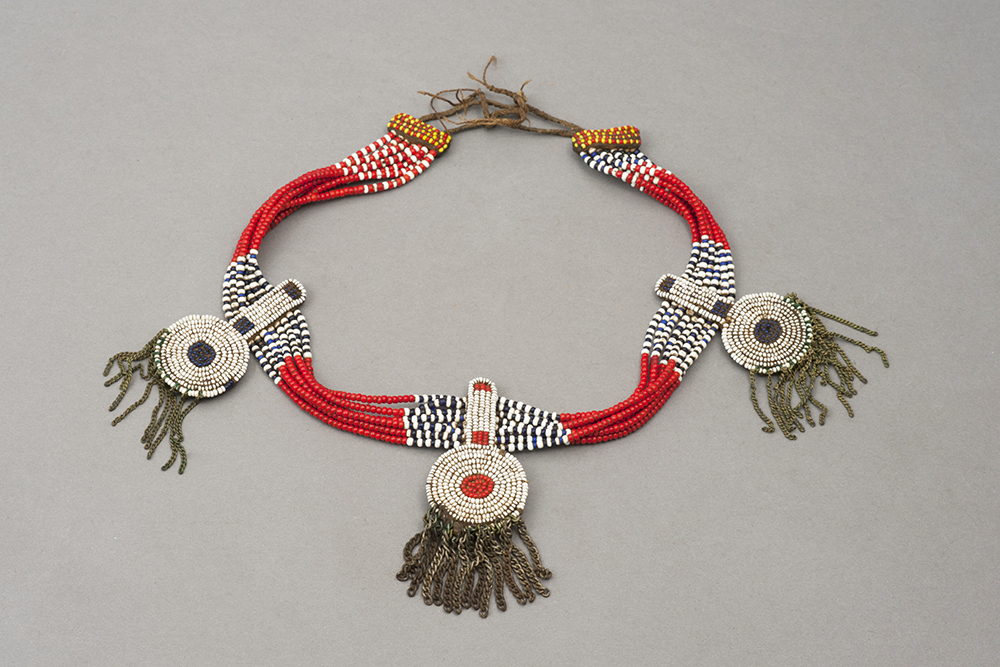
Stirnband der Daasanach aus Glasperlen, Leder und Metall (Äthiopien, Omo-Fluss, nördlich des Rudolfsees)
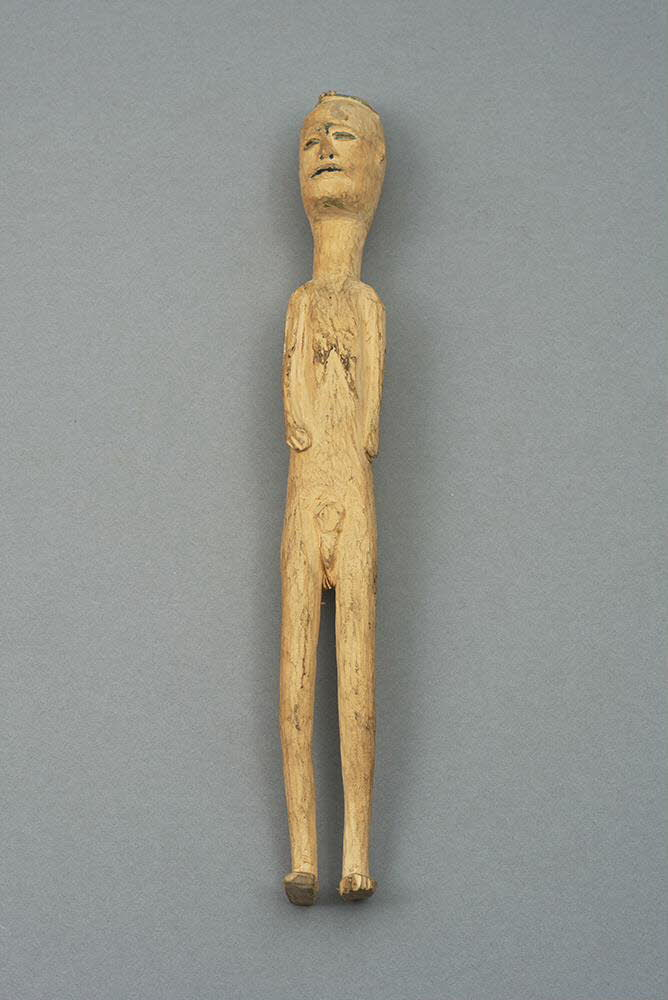
Holzfigur der Daasanach
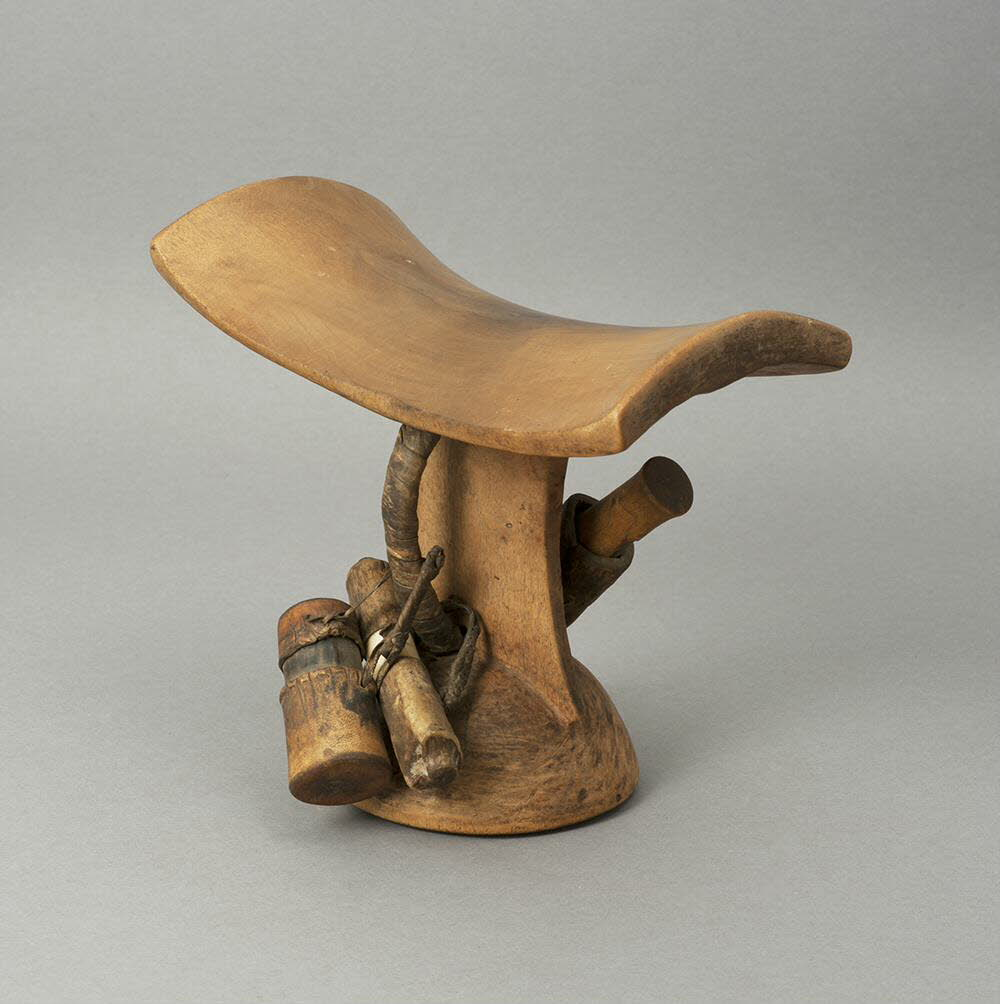
Kopfstütze der Daasanach mit Knochen, Perlen und Leder-Behälter
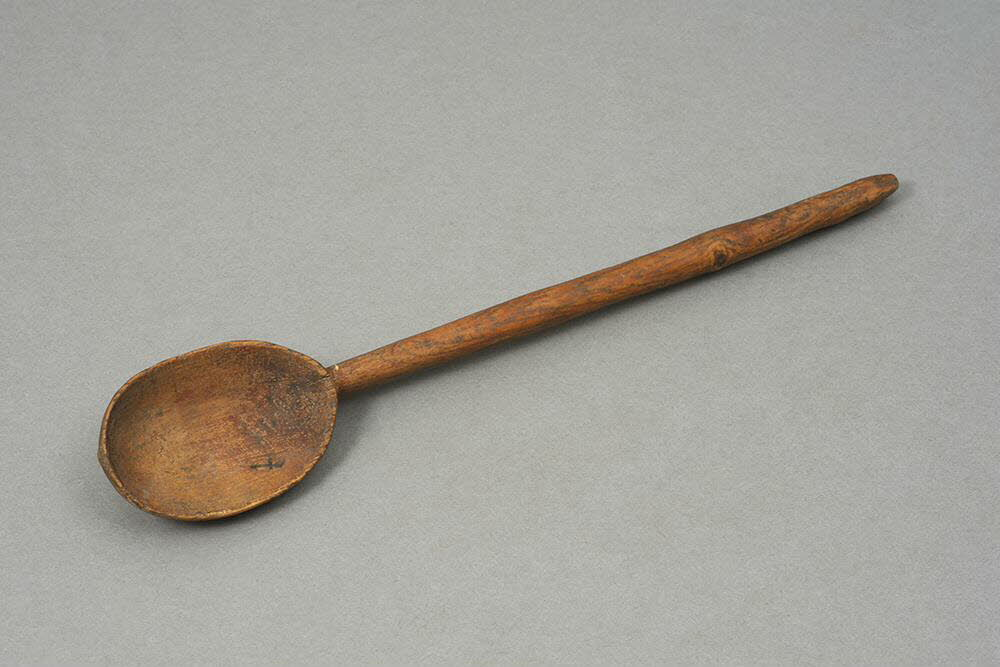
Holzlöffel der Daasanach
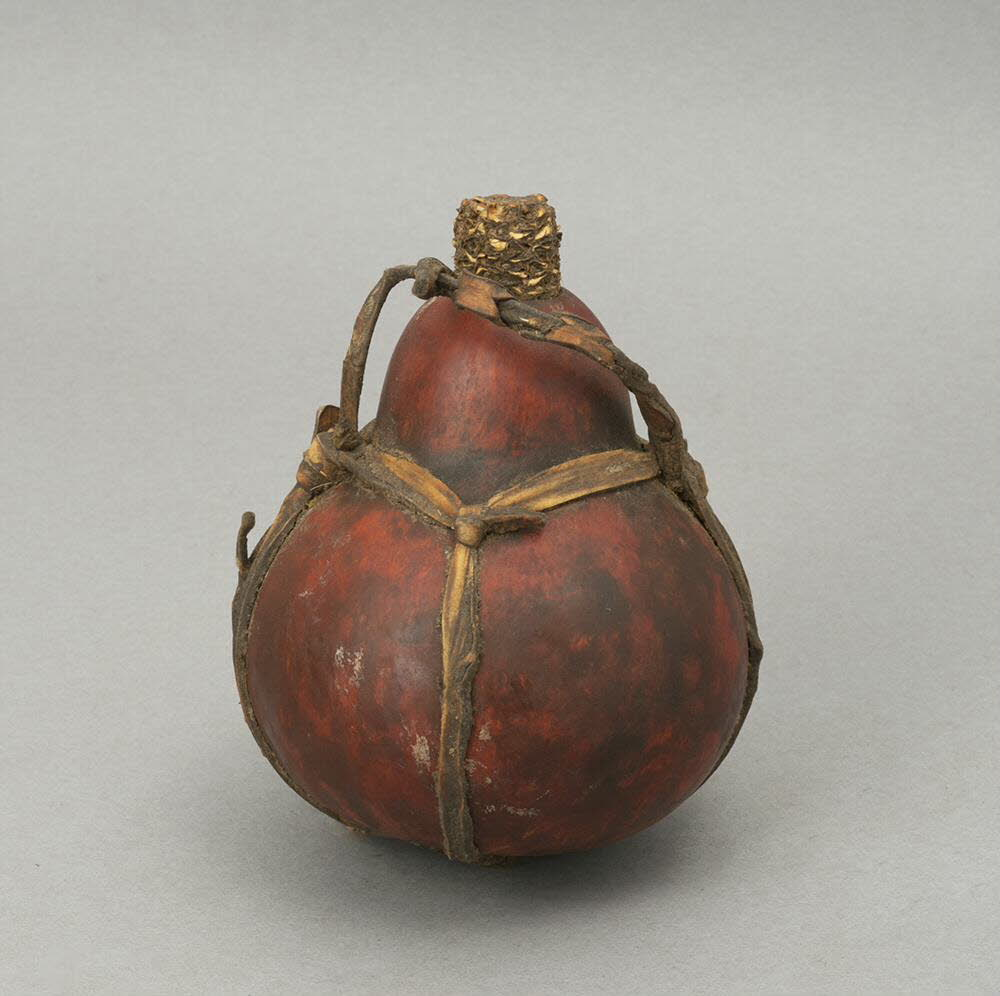
Kalebasse der Daasanach
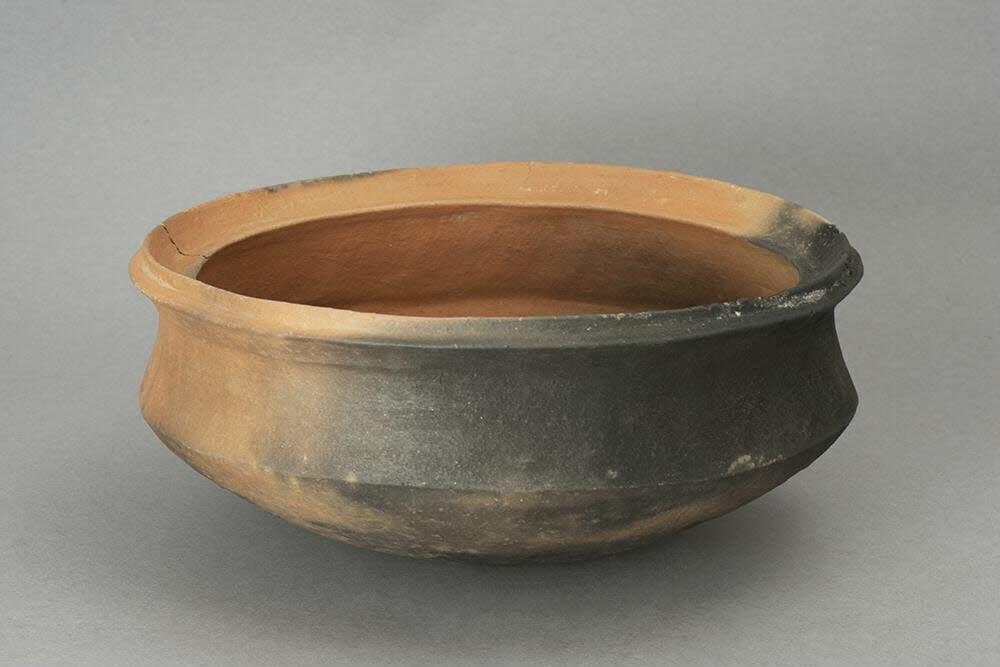
Schüssel der Seka aus Ton (Äthiopien,  Illubabor Provinz)